# Пуерто Торо
Пуерто Торо (на испански: Puerto Toro) е селище, разположено на остров Наварино, в архипелага Огнена земя, Чили. Това е най-южното селище на Земята с постоянно население, както и единственото такова, намиращо се на юг от 55° ю.ш. Разстоянието до Южния полюс е около 3900 km.
Селището е основано през 1892 година по времето на треската за злато настъпила на Огнена земя през 1880-те години. Към момента основният поминък на населението е риболовът.